# 56 Melete
Az 56 Melete a Naprendszer kisbolygóövében található aszteroida. Hermann Mayer Salomon Goldschmidt fedezte fel 1857. szeptember 9-én.